# Idalima ardescens
Idalima ardescens là một loài bướm đêm trong họ Noctuidae.